# Strlcpy
strlcpy はC言語で文字列を安全にコピーするための関数である。ISO/IEC で規定された標準Cライブラリの関数ではないが、BSD libc などに含まれている。危険な使い方をしてしまいがちな関数strcpyやstrncpyの代替として、Todd C. MillerおよびTheo de Raadt (テオ・デ・ラート) が開発した。

## 概要
関数プロトタイプ（宣言）は以下である。
```
size_t
 
strlcpy
(
char
 
*
dst
,
 
const
 
char
 
*
src
,
 
size_t
 
size
);

```

ポインタsrcの指すアドレスから最大でsize - 1バイトの文字列をdstにコピーし、dstの指す文字列が必ずNUL文字で終わるようにする。つまり、dstのバッファの実際の大きさをsizeに指定すれば、バッファオーバーランしないことが保証される。
strncpyは似たプロトタイプchar *strncpy(char *dest, const char *src, size_t count)を持つが、最大でcountバイトをコピーするためNUL文字で終わるとは限らない点や、文字列が短い場合にdstの残った部分をすべてゼロで埋める点がstrlcpyと異なる。

## 実装状況
ToddとTheoはOpenBSDの開発者であり、strlcpyを最初に実装したオペレーティングシステム (OS) はOpenBSD 2.4である。以後、FreeBSD 3.3を含め、SolarisやmacOS等の各OS、OpenSSL等のライブラリにも採用されている。Linuxではlibbsdライブラリ経由で利用できる。
一方で、GNU Cライブラリ (glibc) の開発者たちは、GNU Coding Standardsで禁じられている「長い行を黙って切り詰める」関数である、このような仕様の関数はバグである、いい加減なプログラムを助長してしまう、新たなセキュリティ問題を生む、など否定的な見解を示しており、標準規格に含まれない限りはglibcには実装しない意向であった。しかし、POSIX仕様での標準化を受けて2.38で実装された。
Microsoft Visual C++には実装されていないが、バージョン8.0 (2005) 以降はセキュリティ強化バージョンのCRT関数として、出力バッファサイズを受け取りパラメータ検証を実行するstrcpy_sが実装されている。strcpy_sはC11規格で実装任意のセキュリティ強化関数として標準化されている。

## 危険な利用例
安易なstrlcpyの利用が、かえって危険な結果をもたらす例を以下に示す。
```
char
 
cmd
[]
 
=
 
"rm *.bak"
;

char
 
buf
[
5
];

strlcpy
(
buf
,
 
cmd
,
 
sizeof
(
buf
));

system
(
buf
);

```

sizeof(buf)が5であるため、最初の5 - 1すなわち4文字しかコピーされず、システムコール"rm *"（カレントディレクトリ内の全ファイルの削除）が実行されることになる。
本来はstrlcpyの戻り値をチェックするなどして、文字列がすべて意図した通りにコピーされたかどうかを確認すべきである。